# ريتش كولين
ريتش كولين (بالإنجليزية: Rich Cullen)‏ (12 يناير 1975 بسبوكين في الولايات المتحدة - ) هو مدرب كرة قدم ولاعب كرة قدم أمريكي في مركز حراسة المرمى. لعب مع كولورادو رابيدز وSeattle Sounders (1994–2008) ‏ وColorado Springs Ascent ‏.